# 채진목속
채진목속은 벚나무아과에 속한 속 중 하나이다.

## 종 일람
- 채진목(Amelanchier asiatica)
- 준베리(Amelanchier lamarckii)
- 땅채진목(Amelanchier stolonifera)